# Locomotora n.º 201 (Minas de Riotinto)
La locomotora n.º 201 fue una locomotora de vapor perteneciente al ferrocarril de Riotinto, en el cual prestó servicio por espacio de casi tres décadas. En la actualidad se encuentra preservada y constituye un monumento que rinde homenaje al ferrocarril, situada en el municipio español de Minas de Riotinto.

## Historia
A comienzos de la década de 1950 la Rio Tinto Company Limited hizo un encargo de seis locomotoras tipo «Mogul» con ténder remolcado al fabricante británico Robert Stephenson & Hawthorns Limited, con el objetivo de adquirir material moderno de tracción para su red ferroviaria. La locomotora n.º 201 llevaba el número de fábrica 7700 y fue construida en 1953. Poco después de su llegada a España, en 1954, la máquina pasó a manos de la Compañía Española de Minas de Río Tinto. A lo largo de su historia operativa esta locomotora trabajó en la vía general, arrastrando grandes composiciones de hasta cuarenta vagones-tolva tipo M (de treinta toneladas de peso cada uno). Llegó a dar muy buen resultado, tanto en potencia como en resistencia. 
La locomotora n.º 201 se mantuvo en servicio hasta los últimos tiempos del ferrocarril, siendo retirada del servicio en octubre de 1983. Tras ello, quedó apartada en la playa de vías de Zarandas-Naya, pasando a formar parte de los activos de la Fundación Río Tinto en 1987. Aunque preservada, durante muchos años estuvo inactiva en las instalaciones de Zarandas. En la actualidad se encuentra restaurada y expuesta a la entrada de Minas de Riotinto.